# Ampheres leucopheus
Ampheres leucopheus is een hooiwagen uit de familie Gonyleptidae. De wetenschappelijke naam van Ampheres leucopheus gaat terug op Mello-Leitão.